# كارل هينريتش ويلهلم هاغن
كارل هينريتش ويلهلم هاغن (بالألمانية: Karl Hagen)‏ هو مؤرخ وسياسي ألماني، ولد في 10 أكتوبر 1810 بديتيرسهايم في ألمانيا، وتوفي في 24 يناير 1868 ببرن في سويسرا. انتخب عضو برلمان فرانكفورت.